# Bodens stad
Denna artikel handlar om den tidigare kommunen Bodens stad. För orten se Boden, för dagens kommun, se Bodens kommun.
Bodens stad var en tidigare kommun i Norrbottens län. 

## Administrativ historik
I Överluleå landskommun inrättades den 28 februari 1896 Bodens municipalsamhälle. 1 januari 1919 (enligt beslut den 13 december 1918) upphöjdes municipalsamhället till stad och utbröts därmed ur Överluleå landskommun samt Överluleå socken (i avseende på fastighetsredovisningen) men staden bildade dock inte någon separat församling.
Den 28 augusti 1931 fastställde Kunglig Majestät gränsen mellan staden och Överluleå efter det hade framkommit skiljaktiga meningar om var gränsen gick.
Kommunreformen 1952 påverkade inte indelningarna i området, då varken Västerbottens eller Norrbottens län berördes av reformen.
1 januari 1967 inkorporerades i staden Överluleå landskommun (8 844 invånare) samt från Råneå landskommun delen Gunnarsbyns församling (1 590 invånare).
1 januari 1970 överfördes från staden och Gunnarsbyns församling ett obebott område omfattande en areal av 23,30 km² (varav allt land) till Luleå stad och Råneå församling. Samtidigt överfördes i motsatt riktning ett obebott område omfattande en areal av 0,22 km², varav 0,21 km² land.
I samband med kommunreformen den 1 januari 1971 gick staden upp i den då nybildade Bodens kommun.

### Judiciell tillhörighet
Som andra under 1900-talet bildade städer saknade Boden egen jurisdiktion med magistrat och rådhusrätt utan löd alltjämt under landsrätt i Luleå domsaga: i Överluleå tingslag till 1948 och sedan till Luleå tingslag. 1 januari 1969 döptes domsagan om till Bodens domsaga och tingslaget om till Bodens tingslag.

### Kyrklig tillhörighet
Staden tillhörde i kyrkligt hänseende Överluleå församling och bildade aldrig någon separat församling. 1 januari 1967 tillkom Gunnarsbyns församling.

### Sockenkod
För registrerade fornfynd med mera så återfinns staden inom ett område definierat av sockenkod 0198 som motsvarar Överluleå socken.

## Stadsvapnet
Blasonering: En sköld av silver med en röd krenelerad mur med porttorn.
Vapnet fastställdes 1919 och registrerades hos Patent- och registreringsverket 1974.

## Geografi
Bodens stad omfattade den 1 januari 1952 en areal av 8,51 km², varav 7,68 km² land. Efter nymätningar och arealberäkningar färdiga den 1 januari 1954 omfattade staden den 1 januari 1961 en areal av 9,29 km², varav 8,03 km² land.

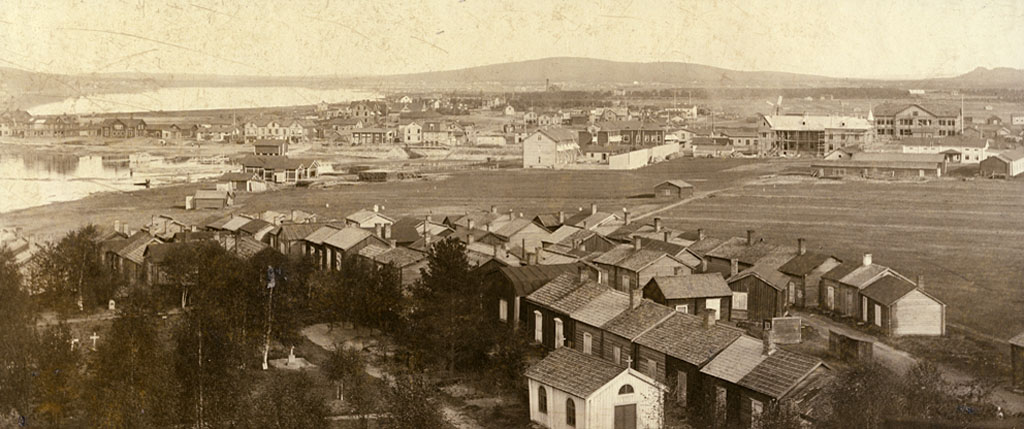
Vy över Boden, cirka år 1900.

### Tätorter i staden 1960
I Bodens stad fanns del av tätorten Bodena, som hade 13 712 invånare i staden den 1 november 1960. Tätortsgraden i staden var då 100,0 procent.

## Näringsliv

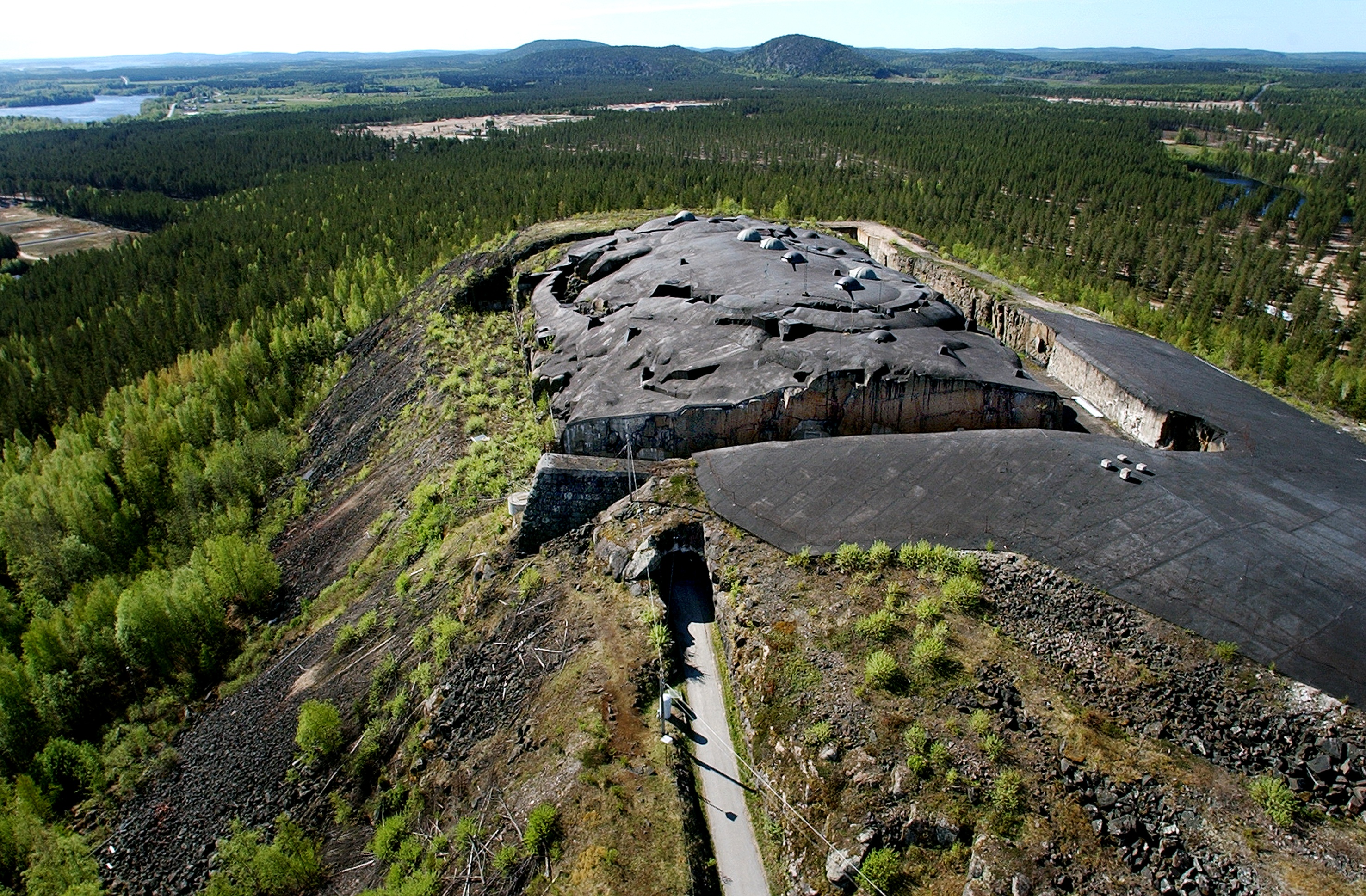
Rödbergsfortet, en del av Bodens fästning

Vid folkräkningen den 31 december 1950 var kommunens befolknings huvudnäring uppdelad på följande sätt:
- 35,3 procent av befolkningen levde av offentliga tjänster m.m.
- 26,2 procent av industri och hantverk
- 19,4 procent av samfärdsel
- 13,4 procent av handel
- 1,1 procent av jordbruk med binäringar
- 0,1 procent av gruvbrytning
- 2,1 procent av husligt arbete
- 2,4 procent av ospecificerad verksamhet.

Av den förvärvsarbetande befolkningen jobbade 27,0 procent med övriga inom offentliga tjänster m.m., vilket omfattade militär verksamhet.

## Befolkningsutveckling
| Befolkningsutvecklingen i Bodens stad 1920–1970 | Befolkningsutvecklingen i Bodens stad 1920–1970 | Befolkningsutvecklingen i Bodens stad 1920–1970 | Befolkningsutvecklingen i Bodens stad 1920–1970 | Befolkningsutvecklingen i Bodens stad 1920–1970 |
| --- | ----------------------------------------------- | ----------------------------------------------- | ----------------------------------------------- | ----------------------------------------------- |
| |                                                 |                                                 |                                                 |                                                 |
| År |                                                 |                                                 | Folkmängd                                       |                                                 |
| 1920 | 1920                                            |                                                 | 6 220                                           |                                                 |
| 1925 | 1925                                            |                                                 | 6 707                                           |                                                 |
| 1930 | 1930                                            |                                                 | 6 517                                           |                                                 |
| 1935 | 1935                                            |                                                 | 6 756                                           |                                                 |
| 1940 | 1940                                            |                                                 | 7 724                                           |                                                 |
| 1945 | 1945                                            |                                                 | 10 249                                          |                                                 |
| 1950 | 1950                                            |                                                 | 11 371                                          |                                                 |
| 1955 | 1955                                            |                                                 | 12 301                                          |                                                 |
| 1960 | 1960                                            |                                                 | 13 712                                          |                                                 |
| 1965 | 1965                                            |                                                 | 14 288                                          |                                                 |
| 1970 | 1970                                            |                                                 | 24 508                                          |                                                 |
| Anm: Överluleå landskommun och Gunnarsbyns församling inkorporerade 1967. För åren 1920-1945: befolkning enligt folkräkning 31 december enligt den administrativa indelningen den 1 januari följande år. 1950 avser befolkning enligt folkräkning den 31 december enligt den administrativa indelningen den 1 januari 1952. 1925 & 1955 avser den kyrkobokförda befolkningen den 31 december enligt den administrativa indelningen den 1 januari följande år. 1960-1965 avser befolkning enligt folkräkning den 1 november enligt den administrativa indelningen den 1 januari följande år. 1970 avser befolkningen den 1 november 1970 i det område som staden omfattade när den blev del av Bodens kommun 1 januari 1971, och därmed ingår inte befolkningen för Edefors landskommun. |                                                 |                                                 |                                                 |                                                 |

## Politik

### Mandatfördelning i valen 1919–1966
| 2 | 6 | 13 | 9 |

| 29 |

| 2 | 5 | 8 | 7 | 8 |

| 29 |

| 4 | 8 | 8 | 3 | 7 |

| 29 |

| 6 | 10 | 2 |  | 11 |

| 30 |

| 3 | 8 | 2 | 3 | 14 |

| 30 |

| 2 | 10 |  |  | 3 | 13 |

| 29 |

| 2 | 13 | 2 | 2 |  | 3 | 7 |

| 29 |

|  | 16 |  |  | 3 | 8 |

| 28 |

| 3 | 15 | 5 | 7 |

| 27 |

|  | 18 | 7 | 4 |

| 28 |

| 2 | 17 | 6 | 5 |

| 26 |

|  | 17 | 4 | 8 |

| 26 |

| 2 | 18 | 5 | 5 |

| 25 | 5 |

| 6 | 24 | 5 | 7 |  | 7 |

| 46 |

### Fotnoter
1. 1 2 3 4  Folkräkningen, den 1 november 1960, I : Folkmängd inom kommuner och församlingar efter kön, ålder, civilstånd m. m., SCB, 1961, läs online.[källa från Wikidata]
2. ↑   (PDF) Folkräkningen den 31 december 1920, I, Areal och folkmängd inom särskilda förvaltningsområden; Folkmängdens fördelning efter hushåll. Stockholm: Statistiska centralbyrån. 1923. sid. 82. Arkiverad från originalet den 26 oktober 2014. https://www.webcitation.org/6TbpfnsYC?url=http://www.scb.se/Grupp/Hitta_statistik/Historisk_statistik/_Dokument/SOS/Folkrakningen_1920_1.pdf. Läst 26 oktober 2014 Arkiverad 24 september 2015 hämtat från the Wayback Machine.
3. ↑   (PDF) Folkräkningen den 31 december 1930, I, Areal och folkmängd inom särskilda förvaltningsområden m.m., Befolkningsagglomerationer. Stockholm: Statistiska centralbyrån. 1935. sid. 120. Arkiverad från originalet den 26 oktober 2014. https://www.webcitation.org/6TbpmPsGq?url=http://www.scb.se/Grupp/Hitta_statistik/Historisk_statistik/_Dokument/SOS/Folkrakningen_1930_1.pdf. Läst 26 oktober 2014 Arkiverad 24 september 2015 hämtat från the Wayback Machine.
4. 1 2   (PDF) Folkräkningen den 31 december 1950, I, Areal och folkmängd inom särskilda förvaltningsområden m.m., Tätorter. Stockholm: Statistiska centralbyrån. 1952-05-19. sid. 6* & 122. Arkiverad från originalet den 1 oktober 2014. https://www.webcitation.org/6T09ZkyrB?url=http://www.scb.se/Grupp/Hitta_statistik/Historisk_statistik/_Dokument/SOS/Folkrakningen_1950_1.pdf. Läst 9 oktober 2014 Arkiverad 29 oktober 2013 hämtat från the Wayback Machine.
5. 1 2   (PDF) Folk- och bostadsräkningen 1970, Del 1. Befolkning i kommuner och församlingar m.m.. Stockholm: Statistiska centralbyrån. 1972. sid. 68. Arkiverad från originalet den 6 juli 2015. https://www.webcitation.org/6ZpNsyqr4?url=http://www.scb.se/Grupp/Hitta_statistik/Historisk_statistik/_Dokument/SOS/Folk_o_bostadsrakningen_1970_1.pdf. Läst 6 juli 2015 Arkiverad 24 september 2015 hämtat från the Wayback Machine.
6. ↑  Andersson, Per (1993). Sveriges kommunindelning 1863–1993. Mjölby: Draking. Libris 7766806. ISBN 91-87784-05-X
7. ↑  Elsa Trolle Önnerfors. ”Domsagohistorik - Bodens tingsrätt (del av Riksantikvarieämbetets Tings- och rådhusinventeringen 1996-2007)”. Arkiverad från originalet den 2 december 2013. https://web.archive.org/web/20131202221649/http://www.bebyggelseregistret.raa.se/bbr2/show/bilaga/showDokument.raa;jsessionid=479FDF563CFB69B53947BC54FBCB4E8B?dokumentId=21000001424921&thumbnail=false. Läst 27 mars 2013.
8. ↑  ”Förteckning (Sveriges församlingar genom tiderna)”. Skatteverket. 1989. http://www.skatteverket.se/privat/folkbokforing/omfolkbokforing/folkbokforingigaridag/sverigesforsamlingargenomtiderna/forteckning.4.18e1b10334ebe8bc80003999.html. Läst 17 december 2013.
9. ↑  Fornminnesregistret, Riksantikvarieämbetet: Bodens stad Fornminnen i socknen erhålls på kartan genom att skriva in sockennamn (utan "socken") i "Ange geografiskt område"
10. ↑  ”Svenska Heraldiska Föreningens vapendatabas”. Arkiverad från originalet den 18 oktober 2012. https://web.archive.org/web/20121018011750/http://databas.heraldik.se/index.php. Läst 2 februari 2011.
11. ↑   (PDF) Folkräkningen den 1 november 1960, I, Folkmängd inom kommuner och församlingar efter kön, ålder, civilstånd m.m.. Stockholm: Statistiska centralbyrån. 1965-09-30. sid. 61. Arkiverad från originalet den 15 juli 2015. https://www.webcitation.org/6a1zkRbkC?url=http://www.scb.se/Grupp/Hitta_statistik/Historisk_statistik/_Dokument/SOS/Folkrakningen_1960_01.pdf. Läst 26 december 2014 Arkiverad 14 oktober 2013 hämtat från the Wayback Machine.
12. ↑   (PDF) Folkräkningen den 1 november 1960, II, Folkmängd inom tätorter efter kön, ålder och civilstånd.. Stockholm: Statistiska centralbyrån. 1961-10-31. sid. 33. Arkiverad från originalet den 29 juni 2015. https://www.webcitation.org/6ZeEB9Ija?url=http://www.scb.se/Grupp/Hitta_statistik/Historisk_statistik/_Dokument/SOS/Folkrakningen_1960_02.pdf. Läst 30 juni 2015 Arkiverad 24 september 2015 hämtat från the Wayback Machine.
13. 1 2   (PDF) Folkräkningen den 31 december 1950, IV, Totala räkningen: folkmängden efter yrke i kommuner, församlingar och tätorter. Stockholm: Statistiska centralbyrån. 1954-10-08. sid. 190-191. Arkiverad från originalet den 30 juni 2015. https://www.webcitation.org/6Zfas4HUP?url=http://www.scb.se/Grupp/Hitta_statistik/Historisk_statistik/_Dokument/SOS/Folkrakningen_1950_4.pdf. Läst 30 juni 2015 Arkiverad 24 september 2015 hämtat från the Wayback Machine.
14. ↑  ”Historisk statistik efter serie”. Statistiska centralbyrån. Arkiverad från originalet den 30 december 2017. https://web.archive.org/web/20171230122632/http://www.scb.se/sv_/hitta-statistik/historisk-statistik/digitaliserat---statistik-efter-serie/. Läst 2 maj 2018.
15. ↑   ( PDF) Folkmängd 31 dec 1950–1975 i län, kommuner och församlingar enligt kommunindelningen 1 jan 1976. Sveriges officiella statistik. Stockholm: Statistiska centralbyrån. 1977. Arkiverad från originalet den 15 augusti 2016. https://web.archive.org/web/20160815205436/https://www.scb.se/H/SOS%201911-/Befolkningsstatistik/Folkm%c3%a4ngd%201950-1975%20l%c3%a4n,%20kommuner%20och%20f%c3%b6rsamlingar%20(SOS)/Befolkning-Folkmangd-1950-1975-lan-kommuner-forsamlingar.pdf. Läst 2 maj 2018
16. ↑  ”Folkräkningen 1910–1960”. Statistiska centralbyrån. Arkiverad från originalet den 22 augusti 2018. https://web.archive.org/web/20180822113519/https://www.scb.se/sv_/Hitta-statistik/Historisk-statistik/Digitaliserat---Statistik-efter-serie/Sveriges-officiella-statistik-SOS-utg-1912-/Folk--och-bostadsrakningarna-1860-1990/Folkrakningen-1910-1960/. Läst 2 maj 2018.
17. ↑  ”Folk- och bostadsräkningen 1965–1990”. Statistiska centralbyrån. Arkiverad från originalet den 22 augusti 2018. https://web.archive.org/web/20180822145518/https://www.scb.se/sv_/Hitta-statistik/Historisk-statistik/Digitaliserat---Statistik-efter-serie/Sveriges-officiella-statistik-SOS-utg-1912-/Folk--och-bostadsrakningarna-1860-1990/Folk--och-bostadsrakningen-1965-1990/. Läst 2 maj 2018.